# Valloire
Valloire es una comuna francesa situada en el departamento de Saboya, de la región de Auvernia-Ródano-Alpes.

## Demografía
| 851 | 1063 | 923 | 940 | 1 012 | 1 243 | 1 293 | 1 135 |
| Para los censos de 1962 a 1999 la población legal corresponde a la población sin duplicidades (Fuente: INSEE [Consultar]) |      |     |     |       |       |       |       |